# Peter Schmidhuber
Pour les articles homonymes, voir Schmidhuber.
Peter Schmidhuber (né le 15 décembre 1931 à Munich, en Bavière et mort le 26 décembre 2020) est un homme politique allemand et européen de la CSU. 

## Biographie
Schmidhuber est né à Munich. Il a étudié le droit et l'économie à l'Université Louis-et-Maximilien de Munich à partir de 1951, obtenant sa licence pour exercer en qualité d'avocat en 1960. Schmidhuber travaille de 1961 à 1966, pour le ministère des Finances de l'État de Bavière, puis comme conseiller juridique de 1961 à 1978.
Il rejoint l'Union chrétienne-sociale en Bavière en 1952. Il est de 1960 à 1966, membre du conseil municipal de Munich, et de 1965 à 1969, puis de 1972 à 1978, membre du Bundestag. Le 15 octobre 1978, il est élu au parlement bavarois, et il y resta jusqu'en 1987. De 1978 à 1987, il fait partie du bureau privé de Franz Josef Strauß, alors que ce dernier était ministre régional pour le fédéral et les questions européennes. Il a également été membre, à différents moments, du comité de coordination entre les deux chambres du parlement fédéral allemand et de l'Assemblée parlementaire de l'OTAN.
Entre 1987 et 1995, Schmidhuber est membre des trois Commissions Delors à Bruxelles, où il remplace Alois Pfeiffer, également de Bavière. Il est successivement chargé des portefeuilles des Affaires économiques et de l'Emploi (du 22 septembre 1987 à la fin de 1989), du Budget (1989 à 1992) et enfin du Budget, du Contrôle financier et du Fonds de cohésion (de 1993 à 1994). Après sa retraite de la Commission en 1995, Schmidhuber devient membre du conseil des directeurs de la Bundesbank. Il a par la suite travaillé pour des entreprises spécialisées dans l'économie et le droit des sociétés.

## Décorations
Schmidhuber a reçu la Bundesverdienstkreuz (croix fédérale du mérite) en 1982, et est promu dans l'ordre en 1986 (grand-croix du mérite avec une étoile) et en 1990 (grand-croix du mérite avec une étoile et une bande d'épaule). Il a également reçu diverses autres honneurs régionaux et liées au commerce.

## Vie privée
Schmidhuber est veuf et a une fille (Susanne). Ses intérêts sont l'histoire et la philosophie, les échecs et l'art.